# Kreis Grimmen
De Kreis Grimmen was een Kreis in de Bezirk Rostock in de Duitse Democratische Republiek van 1952 tot en met 1994.
De kreis ontstond op 25 juli 1952 en was een nagenoeg onveranderde voortzetting van de Landkreis Grimmen en behoorde na de opheffing van de deelstaten tot de nieuw gevormde Bezirk Rostock. Bij de Duitse hereniging op 3 oktober 1990 werd de kreis onderdeel van de nieuw gevormde deelstaat Mecklenburg-Voor-Pommeren. Op 12 juni 1994 werd de kreis, die sinds 17 mei 1990 weer als landkreis werd aangeduid, opgeheven en vormde sindsdien samen met de eveneens opgeheven landkreisen Ribnitz-Damgarten en Stralsund tot de herindeling van 2011 de Landkreis Nordvorpommern.

## Steden en gemeenten
De Landkreis Grimmen had op 3 oktober 26 gemeenten, waaronder één stad:
| - Bartmannshagen - Behnkendorf - Brandshagen - Deyelsdorf - Elmenhorst - Glewitz - Grammendorf - Gransebieth - Griebenow | - Grimmen, stad - Horst - Kandelin - Kirchdorf - Klevenow - Miltzow - Neuendorf - Papenhagen - Poggendorf | - Rakow - Reinberg - Splietsdorf - Stoltenhagen - Wendisch Baggendorf - Wilmshagen - Wittenhagen - Zarrendorf |